# Parnassius mnemosyne guccinii
Parnassius (Driopa) mnemosyne guccinii Sala, 1992, è una sottospecie della farfalla Parnassius mnemosyne, identificata nel 1992 dall'entomologo Giovanni Sala sull'Appennino tosco-emiliano e da questi dedicata al cantautore pavanese Francesco Guccini.